# 全日本森林林業木材関連産業労働組合連合会
全日本森林林業木材関連産業労働組合連合会（ぜんにほんしんりんりんぎょうもくざいかんれんさんぎょうろうどうくみあいれんごうかい、略称：森林労連（しんりんろうれん）、英語：Japanese Federation of Forrest and Workers Union、略称：JFFWU）は、日本の産業別労働組合である。日本労働組合総連合会（連合）の構成組織であり、平和フォーラムの加盟団体である。

## 概要
民間林業および林野庁の現業職員により組織する。

## 歴史
1971年に、ともに総評に加盟する林野庁の現業職員で組織する全林野労働組合（全林野）と民間の全国山林労働組合（全山労）によって結成された全国山林労働組合協議会（全山労協）を前身とする。その後、1987年に連合が結成されるにあたり、山林産別として連合に加盟すべく全林野・全山労は全山労協の改組に合意し、1989年10月3日に全日本森林林業木材関連産業労働組合連合会（森林労連）に改組され、連合加盟も合意された。しかし、その後も全林野、全山労と、旧同盟系の日本林業労働組合（日林労）が直接連合に加盟する状態が続いた。その後、2006年に全林野と日林労が組織統合し、国有林野の労組が全国林野関連労働組合（林野労組）に統一され、森林労連は産別として連合に加入することとなる。なお、森林労連は前身である全山労協の頃より原水爆禁止運動においては原水爆禁止日本国民会議（原水禁）加盟団体であったが、旧同盟系の日林労との統合時に核兵器禁止平和建設国民会議（核禁会議）に参加した。2020年現在も原水禁及び核禁会議の後進である核兵器廃絶・平和建設国民会議（KAKKIN）に同時加盟している。

## 加盟組合
- 全国林野関連労働組合（林野労組）
- 全国山林労働組合（全山労）